# ゴチャ・まぜっ!
ゴチャ・まぜっ!は、MBSラジオで放送されているラジオ番組。
本項では題名に『ゴチャ・まぜっ!』が含まれるラジオ番組全体について記載する。2009年から2011年にかけて土曜・日曜深夜に放送されたラジオ番組については『ゴチャ・まぜっ!月曜日』を参照のこと。

## 概要
同局で過去にオンエアされていたラジオ番組『オレたちやってま〜す』および『ヤングパーク』の流れを汲んだ番組。アイドル、お笑い芸人、声優、ミュージシャンと多彩なジャンルのパーソナリティを同時に起用し、関東のラジオでは聞けないような豪華なメンバーの組み合わせが実現しているのがこの番組の特徴である。また番組冒頭の挨拶には「オレたち○○(名前)がやってま〜す」という言葉が使われている。
各番組は名称やコーナーなど異なる部分があるが、基本的な番組の構成に違いはない。番組収録はほぼ原則として、赤坂の毎日放送東京支社スタジオにて2本録りで行われる。ただし『まだまだゴチャ・まぜっ!〜集まれヤンヤン〜』は生放送である。
ラジオ番組の改編期である4月・10月には出演者の入れ替えが行われるが、降板した出演者は『オレたちやってま〜す』同様に他曜日（他番組）に移動する場合もある。入れ替え後の新体制での放送は、他の番組の改編に比べて1〜2週遅れて行われるのが恒例。上記のとおり収録は通例2本録りで行われるが、番組内での発表は収録2本目の最終出演回で行われる。また、毎日放送のタイムテーブルでも新メンバーの発表などは放送直前まで秘密にされることが多いため、各出演者のホームページやブログでの発表が先になることもある。なお、2009年春の放送時間変更時には、番組内で降板の発表がされることなく出演しなくなった出演者も存在する。
関連番組として『ゴチャ2』・『イマドキッ』・『やきぐりバンバン』・『パックンたまご』・『ザ・ヒットスタジオ〜レッツゴーヤンヤン〜』が放送されている。上記の出演者移動にはこの番組も含まれる。
番組開始当初は、ストリーミング放送でのネット配信が番組ホームページで告知されていたが、初期に金曜日が配信されていたのみで、他曜日は配信されることなく告知も消滅している。2010年1月から『またまたゴチャ・まぜっ!』の「おうち大好き、小池さん!」のコーナーのみ、番組スポンサーであるメガソフトの公式ホームページでネット配信されていた。
2006年10月からは、メインパーソナリティが担当する本編の放送時間が5分短縮され、本編後の約5分間は、他のパーソナリティが担当する別録りのミニコーナー枠が放送されていた。2009年1月には水曜日以外ミニコーナー枠は廃止され、放送時間変更後は採用されていない。内容についてはゴチャ・まぜっ!のミニコーナーを参照。
2006年から2008年までの3年間は、毎日放送が毎年夏に大阪城公園内で主催するイベント「オーサカキング」に参加していた。「ゴチャ・まぜっ！OK祭」と題したイベントが開催され、その模様は生放送されていた。2008年は『イマドキッ』との合同企画で行われた。
2009年4月より、帯方式から土曜日深夜から早朝にかけて集中する編成に変更され、旧月曜日メンバーを中心とした『ゴチャ・まぜっ!』、旧木曜日メンバーを中心とした『またまたゴチャ・まぜっ!』、旧金曜日メンバーを中心とした『もっともゴチャ・まぜっ!』、主に女性アイドルを取り上げる『まだまだゴチャ・まぜっ!〜集まれヤンヤン〜』の4番組構成となった。
2010年10月から新枠『また×3ゴチャ・まぜっ!』が開始した。
プロ野球中継が延長した場合は、『まだまだゴチャ・まぜっ!〜集まれヤンヤン〜』は放送時間が短縮され、それ以外の番組は開始時間を繰り下げての放送となる。
2011年10月改編から、月曜日 - 水曜日の帯、土曜日と日曜日の放送体制へと編成された。これにともない『まだまだゴチャ・まぜっ!〜集まれヤンヤン〜』以外の番組タイトルは『ゴチャ・まぜっ!○曜日』となった。
2011年度以降は全番組でノンスポンサーの状態が続いていたが、2012年7月より再びスポンサーが付くようになった。2012年・2013年には、そのスポンサーであるナガシマスパーランド（MBSラジオの放送エリア外である三重県桑名市）で、『MBSスター大集合!ゴチャまぜ祭 in ナガシマスパーランド』公開収録を実施。MBSテレビの番組やスポットCMで告知されたほか、収録の模様を特別番組として放送していた。
2014年4月改編には土曜深夜は従来のままで、金曜深夜に2部構成で放送を行う体制へのリニューアルを行い、番組タイトルも『オレたちゴチャ・まぜっ!』となった。これに伴い『ゴチャ・まぜっ!』を冠する番組は減少したが、それまでの出演者の一部は新番組『アッパレやってまーす!』（火曜日 - 木曜日の22:00 - 23:30放送）に引き続き出演している。

## 主な歴史
2005年
- 10月4日より放送開始。当時の放送時間は1時00分 - 2時00分。

2006年
- 4月4日より、放送時間が1時間繰り上がり0時00分 - 1時00分に放送。同時に兄弟番組として『ゴチャ2』が開始（同年9月28日で終了）され、一部パーソナリティの移動も行われた。
- 7月20日（19日火曜深夜）、極楽とんぼ山本の不祥事の影響で放送中止となり、代替番組としてカーペンターズ特集を放送。
- 8月5日13時00分 - 17時00分、『ゴチャ・まぜっ!OK祭』を生放送。
- 10月10日よりミニコーナー枠の放送開始。

2007年
- 1月8日 - 2月9日、毎日放送高石ラジオ送信所工事のため、この期間のみ放送時間が繰り上がり23時25分-翌0時25分に放送。
- 4月7日、関連番組の『イマドキッ』放送開始。改編期の出演者移動はこの『イマドキッ』も含めるようになった。
- 8月4日土曜日13時00分 - 16時00分、『ゴチャ・まぜっ!OK祭』を生放送。
- 12月31日、年越し特番放送のため放送時間が繰り上がり20:00 - 21:00に放送。

2008年
- 2月15日のミニコーナーが、東京赤坂の新スタジオで収録されたものを放送。
- 8月2日、『イマドキッ』との合同企画『イマドキッOK祭〜ゴチャになります・大阪城コネクション2008』を生放送。
- 8月19日、木曜日本編の公開録音が大阪で行われ、その模様は8月21日、28日に放送された
- 12月31日、年越し特番放送のため放送休止。

2009年
- 1月9日 - 15日、水曜日以外のミニコーナー枠が撤廃され、本編の放送時間が1時間となった。後に木曜日のみ復活。
- 3月31日 - 4月4日、春の改編により月曜日から金曜日にかけての帯番組での放送が終了。
- 4月12日、一部の番組名と出演者が一新され、土曜深夜に全四部構成となって放送開始。

2010年
- 4月11日 - 12日、春の改編により各番組の放送時間が変更。「またまたゴチャ・まぜっ!」は日曜深夜に放送曜日が変更。
- 9月18日、9月19日 - イナズマロックフェス2010会場で「もっともゴチャ・まぜっ!」「まだまだゴチャ・まぜっ!〜集まれヤンヤン〜」「またまたゴチャ・まぜっ!」と「飛び出せ!イマドキッ」のパーソナリティーがシャッフル状態になって公開収録が行われた。この模様は9月18日分は10月10日の「飛び出せ!イマドキッ」で、9月19日分は10月11日の新番組の「また×3ゴチャ・まぜっ!」で放送された。
- 10月11日 - 12日、秋の改編により各番組の放送時間が変更。「ゴチャ・まぜっ!」は放送が日曜深夜に変更。「またまたゴチャ・まぜっ!」が「また×2ゴチャ・まぜっ!」に表記変更。さらに「また×3ゴチャ・まぜっ!」が新設される。

2011年
- 3月13日 - 21日、東北地方太平洋沖地震の影響により土・日曜の深夜枠がフィラー編成となったため、2週連続で全番組が休止された。
- 10月25日より、再び変則的帯番組となった。放送時間は火曜日 - 金曜日が1時00分 - 2時00分、土曜日が2時00分 - 5時00分、日曜日が0時30分 - 1時30分。
- 11月27日、3周年の阪急西宮ガーデンズで『ゴチャ・まぜっ!スペシャル in 阪急西宮ガーデンズ〜おでかけ編〜』公開収録を実施。この模様は12月29日の「水曜日」で放送。

2012年
- 4月より「まだまだゴチャ・まぜっ!〜集まれヤンヤン〜」の放送時間が4時26分までとなり、放送枠が約30分短縮。
- 10月13日、スポンサーであるナガシマスパーランドで『MBSスター大集合!ゴチャまぜ祭 in ナガシマスパーランド』公開収録を実施。この模様は11月28日の「火曜日」で放送。
- 11月23日、4周年の阪急西宮ガーデンズで『ゴチャ・まぜっ!×ガーデンズコレクション・ファッションショー』公開収録を実施。この模様は12月30日の「イマドキッ」で放送。

2013年
- 5月11日、スポンサーであるナガシマスパーランドで『MBSスター大集合!ゴチャまぜ祭 in ナガシマスパーランド』公開収録を実施。この模様は5月30日の「水曜日」で放送。
- 10月20日、スポンサーであるナガシマスパーランドで『MBSスター大集合!ゴチャまぜ祭 in ナガシマスパーランド』公開収録を実施。この模様は11月27日の「火曜日」で放送。

2014年
- MBSラジオが平日22時 - 翌4時台の番組編成方針を一新することを受けて、「オレたちゴチャ・まぜっ!」にリニューアル。

2015年
- 1月9日、新番組『ゴチャ・まぜっ天国!』放送開始。
- 2月7日、『オレたちゴチャ・まぜっ! (第1部)』内にて『AKB48北原里英 いまきたラジオやってまーす!』放送開始。

## 番組一覧

### 2014年4月以降
- オレたちゴチャ・まぜっ! (第1部)
- オレたちゴチャ・まぜっ! (第2部)
- オレたちゴチャ・まぜっ!〜集まれヤンヤン〜
- ゴチャ・まぜっ天国! (2015年1月9日以降)

### 2011年10月から2014年3月まで
- 土曜日から水曜日までの帯番組であった。
- ゴチャ・まぜっ!月曜日
- ゴチャ・まぜっ!火曜日
- ゴチャ・まぜっ!水曜日
- まだまだゴチャ・まぜっ!〜集まれヤンヤン〜
- ゴチャ・まぜっ!日曜日

### 2009年4月から2011年10月まで
土曜日と日曜日に集中して放送。
- もっともゴチャ・まぜっ!
- まだまだゴチャ・まぜっ!〜集まれヤンヤン〜
- ゴチャ・まぜっ!
- また×2ゴチャ・まぜっ!（またまたゴチャ・まぜっ!）
- また×3ゴチャ・まぜっ! (2010年10月10日以降)

### 2005年10月から2009年4月まで
月曜日から金曜日までの帯番組であった。
- ゴチャ・まぜっ!月曜日
- ゴチャ・まぜっ!火曜日 (2005年から2006年まで)
- ゴチャ・まぜっ!火曜日 (2006年から2009年まで)
- ゴチャ・まぜっ!水曜日
- ゴチャ・まぜっ!木曜日
- ゴチャ・まぜっ!金スペ

ミニコーナーについてはゴチャ・まぜっ!のミニコーナーを参照

## 歴代出演者一覧
◎：2014年4月以降『アッパレやってまーす!』に出演

### あ行
- 相川友希（まだまだ：2009年4月 - 2010年4月）
- 相澤仁美（火曜日 週替わり出演:2006年10月 - 2007年9月、火曜日：2007年10月 - 2008年4月）
- 蒼あんな・れいな（まだまだ:2009年4月 - 2010年4月）
- 青島あきな（金スペ ミニコーナー:2007年4月 - 2008年4月、木曜日：2008年4月 - 2009年4月）
- 明坂聡美（火曜日 ミニコーナー:2006年10月 - 2007年4月、木曜日 ミニコーナー 2007年4月 - 2008年4月、火曜日 ミニコーナー:2008年4月 - 2009年1月）
- 足立沙織（金スペ:2007年1月 - 4月） 金スペ出演後は『イマドキッC日曜日』と『イマドキッC土曜日』に出演。
- あゆか（まだまだ:2010年4月 - 番組終了）
- あゆみ（まだまだ:2009年4月 - 2011年4月）
- 有野晋哉（よゐこ）（まだまだ:2009年4月 - 番組終了）コンビでの出演については「#や行」を参照。
- 安藤成子（金スペ:2008年4月 - 10月）
- アンナ（SANTOS ANNAのソロ活動名）（木曜日:2006年10月 - 2008年4月、火曜日:2008年4月8日 - 9月） 木曜時代はBON-BON BLANCOのSANTOS ANNAとして出演。
- 伊﨑央登（FLAME）（水曜日:2007年10月 - 2008年10月） 水曜日出演以後は『イマドキッ日曜日』と『やきぐりバンバンコンマ4』にそれぞれ出演。
- 伊﨑右典（FLAME）（金スペ:2005年10月 - 2007年10月） 金スペ出演以前は『シャカリキ!延長戦V3』等に出演。
- イシバシハザマ（石橋尊久・硲 陽平）（火曜日:2006年8月 - 2006年10月）
- 伊藤みく（水曜日 ミニコーナー:2007年10月 - 2008年4月）
- 今井りか（水曜日:2008年10月 - 2009年4月） 水曜日出演以前は『イマドキッ土曜日』に、以後は『イマドキッ』にそれぞれ出演）
- 井村あみ（現・村井ゆみこ）（もっとも:2009年9月 - 2010年4月） もっとも出演以後は『われらイマドキッ!』に出演。
- 岩佐真悠子（火曜日:2008年10月 - 2009年3月）
- 岩本勉（水曜日:2007年4月 - 10月、水曜日 ミニコーナー:2007年10月 - 2008年4月、木曜日 ミニコーナー:2008年4月 - 10月、水曜日 ミニコーナー:2008年10月 - 2009年4月）
- 上原美優（木曜日:2008年10月 - 2009年4月） 木曜日出演以後は『やきぐりバンバンコンマ1』に出演。
- 植村花菜（木曜日:2006年4月 - 2007年4月）
- 大木翠（木曜日 ミニコーナー:2008年10月 - 2009年1月）
- 大久保麻理子（木曜日:2005年10月 - 2006年10月、月曜日:2006年10月 - 2007年10月、金スペ:2007年10月 - 2008年4月） 2008年12月までは「大久保麻梨子」名義で出演。
- 大橋沙代子（まだまだ：2010年4月16日 - 番組終了）
- 大矢真夕（水曜日 ミニコーナー:2007年4月 - 2007年10月、金スペ ミニコーナー:2007年10月 - 2008年4月）
- 岡田佑里恵（まだまだ:2009年7月 - 2011年4月）
- 岡崎由佳（まだまだ:2011年4月 - 番組終了）
- 乙宮みく（現：笹倉美波） さ行を参照のこと。

### か行
- 海川ひとみ（木曜日:2007年4月 - 2008年4月10日、水曜日:2008年4月 - 10月）
- 甲斐まり恵(ゴチャ・まぜっ!:2010年5月 - 番組終了)
- 加藤和樹（金スペ:2007年10月 - 2009年4月、もっとも:2009年4月 - 番組終了）
- KABA.ちゃん（水曜日:2006年10月 - 2009年3月） 水曜日出演以後は『やきぐりバンバンコンマ2』に出演。
- 川崎希（まだまだ:2010年4月 - 8月）
- 木口亜矢（まだまだ:2010年4月 - 2011年4月）
- 北川弘美（またまた:2010年7月 - 番組終了）
- 木村卓寛（天津）（木曜日 ミニコーナー:2009年2月 - 3月）
- キングコング（西野亮廣・梶原雄太）（火曜日:2005年10月 - 2006年10月） 火曜日出演以前は『シャカリキ!難波ブラザーズ』等に出演。
- 工藤菜緒（まだまだ:2010年10月 - 2011年4月）
- くぼたみか（まだまだ:2011年4月 - 番組終了）
- 黒沢かずこ（森三中）（火曜日:2006年10月 - 2009年3月）
- ケンドーコバヤシ（木曜日:2005年10月 - 2009年4月、またまた:2009年4月 - 番組終了）
- 小池康壽（またまた コーナーレギュラー:2010年1月 - 6月）
- 光上せあら（まだまだ:2010年10月 - 2011年4月）
- 極楽とんぼ（加藤浩次・山本圭一）（火曜日:2005年10月 - 2006年7月）
- 児玉菜々子（まだまだ:2011年4月 - 番組終了）
- 小林恵美（月曜日:2005年10月 - 2006年4月） 月曜日出演以後は『ゴチャ2水曜日』に出演。

### さ行
- 齊藤夢愛（まだまだ:2009年4月 - 2010年4月）
- 酒井香奈子（火曜日 ミニコーナー:2006年10月 - 2007年4月、木曜日 ミニコーナー:007年4月 - 2008年4月、火曜日 ミニコーナー:2008年4月 - 2009年1月）
- 榮樹実（まだまだ:2009年10月 - 2010年4月）
- 桜井すみれ（火曜日:2005年10月 - 2006年4月）
- 佐々木梨絵（金スペ ミニコーナー:2008年10月 - 2009年1月）
- 笹倉美波（木曜日 ミニコーナー:2008年10月 - 2009年1月、2009年4月 - 9月） 木曜日 ミニコーナー時代は「乙宮みく」名義で出演。
- 佐藤仁美（月曜日:2006年4月 - 2009年3月、またまた:2009年4月 - 11月）
- 佐藤里香（現：さとう里香）（金スペ:2007年4月 - 10月）
- しずちゃん（南海キャンディーズ）（水曜日:2006年10月 - 2009年3月） 水曜日出演以後は『やきぐりバンバンコンマ2』に出演。
- 次長課長（河本準一・井上聡）（また×3:（井上）2010年10月 - 番組終了、（河本）2010年11月 - 番組終了）
- 清水富美加（もっとも:2010年10月 - 番組終了）
- 清水ゆう子（まだまだ:2010年4月 - 2011年4月）
- 清水由紀（月曜日:2007年10月 - 2008年3月）
- 城島茂（TOKIO）（月曜日:2005年10月 - 2009年3月、ゴチャ・まぜっ!:2009年4月 - 番組終了） 月曜日出演以前は『ヤングパーク30』等に出演。
- JAM（奥田順子・春名亜美・村上実沙子）（木曜日:2005年10月 - 2006年4月、木曜日 ミニコーナー:2006年10月 - 2007年4月） 木曜日出演以後は『ゴチャ2月曜日』に、木曜日[ミニコーナー]出演以後は以後は『イマドキッC日曜日』にそれぞれ出演。
- 助川まりえ（金スペ ミニコーナー:2008年10月 - 2009年1月）
- 鈴木咲（まだまだ:2011年4月 - 番組終了）
- SUNAO（abingdon boys school）（木曜日:2008年4月 - 2009年4月、またまた:2009年4月 - 番組終了）
- 瀬長奈津実（まだまだ:2010年10月 - 2011年4月）

### た行
- 高木梓（現：高木あずさ）（水曜日 ミニコーナー:2008年4月 - 10月、木曜日 ミニコーナー:2008年10月 - 2009年1月）
- たかはし智秋（まだまだ:2011年4月 - 番組終了）
- 高山都（木曜日 ミニコーナー:2008年4月 - 10月、水曜日 ミニコーナー:2008年10月 - 2009年4月）
- 橘美波（月曜日 ミニコーナー:2008年10月 - 2009年1月）
- 立花麗美（まだまだ:2010年10月 - 2011年4月）
- 田中涼子（金スペ ミニコーナー:2008年4月 - 10月）
- 玉置成実（月曜日:2006年4月 - 10月、火曜日:2006年10月 - 2007年10月、水曜日:2007年10月 - 2008年4月）
- 近本小央里（月曜日 ミニコーナー:2008年4月 - 9月）
- 千代田唯（またまた:2009年4月 - 11月）
- 次原かな（まだまだ:2009年5月 - 2010年8月、もっとも:2010年8月 - 番組終了）
- TKO（木本武宏・木下隆行）（まだまだ:2009年4月 - 番組終了）
- 手島優（まだまだ:2009年4月 - 2010年4月、また×3:2010年11月 - 番組終了）
- tetsuya（L'Arc〜en〜Ciel）（月曜日:2005年10月 - 2009年3月、ゴチャ・まぜっ!:2009年4月 - 番組終了） 2009年11月までは「tetsu」名義で出演。ゴチャ・まぜっ!と並行して『やきぐりバンバンコンマ3』と『われらイマドキッ!』『パックンたまご』にも出演。
- 時東ぁみ（金スペ:2007年10月 - 2008年4月）
- 戸島花（まだまだ:2009年4月 - 2010年4月）
- 戸田れい（まだまだ:2010年4月 - 番組終了）
- 友近（木曜日:2005年10月 - 2008年4月、水曜日:2008年4月 - 2009年4月） 水曜日出演以後は『やきぐりバンバンコンマ2』に出演。
- トリンドル玲奈(ゴチャ・まぜっ!:2010年5月 - 番組終了)

### な行
- 中尾奈月（木曜日 ミニコーナー:2008年10月 - 2009年1月）
- 永作あいり（まだまだ:2010年4月 - 2011年4月）
- 中島亜希子（またまた:2009年11月 - 2010年4月）
- 長沼静（もっとも:2010年4月 - 2010年7月）
- 中村アン（まだまだ:2010年4月 - 2011年4月）
- 夏目ナナ（金スペ:2008年10月 - 2009年4月）
- 夏目理緒（金スペ ミニコーナー:2006年10月 - 2007年10月）
- 西内裕美（水曜日 ミニコーナー:2007年4月 - 2007年10月、金スペ ミニコーナー:2007年10月 - 2008年4月、以前は水曜日ミニコーナー枠に出演）
- 西川史子（ゴチャ・まぜっ!:2009年4月 - 2009年10月、またまた:2009年11月 - 2010年4月） ゴチャ・まぜっ!出演以前は『イマドキッC土曜日』と『イマドキッC日曜日』、『イマドキッ日曜日』に出演。
- 西川貴教（abingdon boys school）◎（木曜日:2008年4月 - 2009年4月、またまた:2009年4月 - 番組終了） またまたと並行して『やきぐりバンバンコンマ3』と『われらイマドキッ!』『パックンたまご』にも出演。
- 西川ちひろ（木曜日 ミニコーナー:2008年10月 - 2009年1月）
- 西田麻衣（またまた:2010年4月 - 2010年10月、また×3:2010年10月 - 11月、ゴチャ・まぜっ! :2010年11月 - 2011年7月）
- 西田美歩（金スペ ミニコーナー:2006年10月 - 2007年10月、まだまだ:2010年4月 - 2011年4月）
- 西脇彩華（もっとも:2009年4月 - 2010年4月）
- 乃下未帆（まだまだ:2010年4月 - 番組終了）
- 野田彩加（まだまだ:2010年4月 - 2011年4月）
- 野中藍（月曜日:2005年10月 - 2006年4月、火曜日:2006年4月 - 2006年10月、水曜日 ミニコーナー:2006年10月 - 2007年4月）

### は行
- 博多華丸・大吉（博多華丸・博多大吉）（火曜日 週替わり出演:2006年10月 - 2009年3月）
- 長谷川静香（水曜日 ミニコーナー:2006年10月 - 2007年4月、木曜日 ミニコーナー:2007年4月12日 - 2008年4月3日、火曜日 ミニコーナー:2008年4月 - 2009年1月）
- 長谷部優（dream）（水曜日:2005年10月 - 2007年10月）
- 秦みずほ（まだまだ:2009年4月 - 2011年4月）
- 早川真理恵（まだまだ:2011年4月 - 番組終了）
- ハリセンボン（箕輪はるか・近藤春菜）（月曜日:2008年4月 - 2009年3月、ゴチャ・まぜっ!:2009年4月 - 10月）
- 檜木萌（まだまだ:2010年4月 - 2011年4月）
- 広村美つ美（金スペ :2008年10月 - 2009年4月）
- 吹田早哉佳（まだまだ:2010年4月 - 番組終了）
- フィフィ（ゴチャ・まぜっ!:2009年11月 - 2010年4月）
- 福永ちな（火曜日 週替わり出演:2006年10月 - 2007年10月）
- 藤井隆（火曜日:2006年10月 - 2009年3月）
- 古瀬絵理（まだまだ:2009年4月 - 番組終了）
- 平成ノブシコブシ（徳井健太・吉村崇）（まだまだ:2011年4月 - 番組終了）
- 別府あゆみ（金スペ :2008年4月 - 10月）
- 堀田ゆい夏（火曜日 週替わり出演:2006年10月 - 2007年9月、月曜日:2007年10月 - 2008年3月）
- ボビー・オロゴン（もっとも:2009年4月 - 番組終了）
- 堀江由衣（月曜日:2008年4月 - 2009年3月）

### ま行
- 松嶋初音（火曜日:2008年4月 - 9月） 火曜日出演以後に『やきぐりバンバンコンマ4』に出演経験がある。
- 松林菜々見（金スペ ミニコーナー:2008年4月 - 10月）
- 松本さゆき（金スペ ミニコーナー:2008年4月 - 2009年1月、まだまだ:2009年4月 - 2010年8月、もっとも:2010年8月 - 番組終了）
- 松山メアリ（もっとも:2010年4月 - 10月、またまた:2010年10月 - 番組終了）
- 眞鍋かをり（ゴチャ・まぜっ!:2009年11月 - 2010年1月） ゴチャ・まぜっ!出演以前は『やきぐりバンバンコンマ3』に出演。
- 丸尾みゆき（まだまだ:2009年4月 - 2010年4月）
- 三浦サリー（まだまだ:2010年4月 - 番組終了）
- 南沢奈央（ゴチャ・まぜっ!:2011年7月 - 番組終了）
- misono（金スペ:2005年10月 - 2007年10月、火曜日:2007年10月 - 2008年4月）
- 宮川大輔（月曜日:2007年10月 - 2008年3月、木曜日:2008年4月 - 2009年4月、またまた:2009年4月 - 2010年10月）
- 宮野真守（水曜日 ミニコーナー:2008年4月 - 10月、火曜日:2008年10月 - 2009年3月、ゴチャ・まぜっ!:2009年11月 - 2010年4月） 火曜日出演以後は『やきぐりバンバンコンマ1』に、ゴチャ・まぜっ!出演後は『われらイマドキッ!』『パックンたまご』にそれぞれ出演。

### や行
- 野性爆弾（川島邦裕・ロッシー）（またまた:2010年11月 - 番組終了）
- 矢吹春奈（現：阿部真里）（月曜日:2007年1月 - 10月） 月曜日出演以前に『ゴチャ2水曜日』に出演経験がある。
- 山里亮太（南海キャンディーズ）（まだまだ:2009年4月 - 2011年4月） まだまだ出演以前は『イマドキッ日曜日』に出演。
- ゆき（現:鈴木ゆき）（火曜日 ミニコーナー:2007年4月 - 2008年4月） 火曜日 ミニコーナー出演以前に『ゴチャ2木曜日』に出演経験がある。
- よゐこ（濱口優・有野晋哉）（金スペ:2005年10月 - 2009年4月、もっとも:2009年4月 - 番組終了） 有野の単独出演については「あ行」を参照。濱口のみ金スペ出演以前は『シャカリキ!延長戦V3』等に出演。
- 吉岡美穂（金スペ:2005年10月 - 2007年1月） 金スペ出演以前は『シャカリキ!延長戦V3』等に出演。

### ら行
- ライセンス（藤原一裕・井本貴史）（火曜日 週替わり出演:2006年10月 - 2009年3月） 2007年2月から9月までは「ザ・ちゃらんぽらん」名義で出演。
- Rio（また×3:2010年11月 - 番組終了）

### わ行
- 若槻千夏（水曜日:2005年10月 - 2008年2月） 水曜日出演以前は『ヤングパーク30』等に出演。
- 渡辺由布子（月曜日 ミニコーナー:2006年10月 - 2008年3月） 月曜日 ミニコーナー出演以前は『ゴチャ2月曜日』に、以後は『イマドキッ金曜日』にそれぞれ出演。

## ノベルティ
- ステッカー（初期のもので、番組ロゴが描かれたもの）
- 転写シール（当時火曜レギュラーであったキングコング西野が番組プロデューサーを描いたもの）
- ウェットティッシュ（イマドキッCと同様、番組ロゴが描かれたもの）